# Daniel Pacheco
Daniel Pacheco Lobato (ur. 5 stycznia 1991 w Maladze) – hiszpański piłkarz występujący na pozycji pomocnika lub napastnika. Od 2024 w polskim klubie Wisła Płock.

## Kariera piłkarska

### Początki
Zanim w 2007 roku za nieujawnioną kwotę trafił do Liverpoolu, Pacheco uważany był za jeden z największych talentów w akademii młodzieżowej Barcelony. Z powodu dużej skuteczności w wykańczaniu akcji, kibice Barçy nadali mu przydomek El Asesino (Zabójca).

### Rezerwy Liverpoolu
Swój pierwszy mecz w Anglii Pacheco rozegrał 5 lutego 2008 w spotkaniu rezerw Liverpoolu przeciwko rezerwom Bolton Wanderers. W tym samym spotkaniu zdobył swojego pierwszego gola na Wyspach, gdy płaskim strzałem pokonał Iana Walkera. W kwietniu 2008 roku dzięki 45-metrowemu podaniu Pacheco, Krisztián Németh zdobył jedynego gola w spotkaniu przeciwko rezerwom Blackburn Rovers. Bramka ta, a w efekcie zwycięstwo zagwarantowało Liverpoolowi pierwsze miejsce w tabeli północnej Premier Reserve League. 7 maja 2008 roku Pacheco został wprowadzony w drugiej połowie spotkania o mistrzostwo Anglii rezerw przeciwko Aston Villi i asystował przy trzecim golu dla Liverpoolu, którego zdobył Lucas Leiva.

### Liverpool
9 grudnia 2009 roku zadebiutował w pierwszym zespole. Wtedy to został wprowadzony za Alberto Aquilaniego w drugiej połowie spotkania fazy grupowej Ligi Mistrzów z Fiorentiną. Dwa tygodnie później, 26 grudnia, zadebiutował w Premier League w meczu z Wolverhampton Wanderers ponownie zmieniając Aquilaniego.
18 lutego 2010 roku Pacheco wystąpił jako zmiennik w meczu Ligi Europy z Unireą Urziceni. Po sześciu minutach od swojego wejścia asystował przy golu Davida N’Goga, który po dośrodkowaniu Hiszpana zdobył głową jedyną bramkę meczu. Pierwszy mecz Liverpoolu, w którym Pacheco wystąpił w pełnych 90 minutach odbył się 5 sierpnia 2010 roku, kiedy to rywalem angielskiego zespołu w eliminacjach Ligi Europy był macedoński klub Rabotniczki Skopje.
10 sierpnia 2010 roku Pacheco przyznano numer 12 na koszulce na sezon 2010/2011, który wcześniej należał do Fábio Aurélio (Brazylijczyk po ponownym związaniu się z klubem otrzymał numer 6). Wcześniej Pacheco występował z numerem 47. 23 sierpnia Hiszpan zagrał przez kilka minut podczas porażki Liverpoolu 3:0 z Manchesterem City na City of Manchester Stadium. W podstawowym składzie wystąpił w meczu kwalifikacji do Ligi Europy z Trabzonsporem oraz w meczu fazy grupowej ze Steauą Bukareszt. Oba spotkania zakończyły się zwycięstwem Liverpoolu. 2 grudnia Pacheco wyszedł w pierwszym składzie rewanżu ze Steauą, który zakończył się remisem 1:1. Dzień później ogłoszono, że zarówno Hiszpan, jak i Martin Kelly przedłużyli swoje kontrakty do czerwca 2014 roku. 15 grudnia Pacheco wszedł na boisko jako zmiennik w remisowym spotkaniu kończącym fazę grupową Ligę Europy, w którym Liverpool podejmował FC Utrecht.

### Norwich (wypożyczenie)
23 marca 2011 roku Pacheco dołączył do Norwich City na zasadzie wypożyczenia. W tymczasowym zespole otrzymał numer 37. Transfer Pacheco został ogłoszony w tym samym dniu co wypożyczenie z Wolverhampton Sama Vokesa. W drużynie Kanarków młody Hiszpan zadebiutował w meczu ze Scunthorpe United, w którym wypracował gola Granta Holta i zagrywając piłkę, dzięki której Norwich zdobyło drugą bramkę z rzutu karnego. Swoją pierwszą bramkę dla Norwich zdobył 21 kwietnia w wygranym 5:1 meczu z Ipswich Town, kiedy to strzelił ostatnią bramkę w meczu, po zmianie Wesa Hoolahana. W ostatniej kolejce Championship, w meczu przeciw Coventry City strzelił swojego drugiego gola. W końcowej tabeli klub z Anglii Wschodniej zajął drugie miejsce i awansował bezpośrednio do Premier League.

## Sukcesy

### Indywidualne
- król strzelców mistrzostw Europy U-19: 2010

### Zespołowe
Hiszpania U-19
- wicemistrzostwo Europy U-19: 2010

Liverpool FC Reserves
- Dallas Tournament: 2008
- North Premier Reserve League: 2007/08
- Premier Reserve League: 2007/08

## Statystyki kariery
Aktualne na dzień 10 czerwca 2019
| 2009/10            | Liverpool             | Premier League     | 4   | 0  | 0 | 0 | 0 | 0 | 3  | 0 | 7   | 0  |
| 2010/11 (j. w.)    | Liverpool             | Premier League     | 1   | 0  | 0 | 0 | 1 | 0 | 5  | 0 | 7   | 0  |
| 2010/11 (j. w.)    | Norwich City (wyp.)   | Championship       | 6   | 2  | 0 | 0 | 0 | 0 | —  | — | 6   | 2  |
| 2011/12            | Rayo Vallecano (wyp.) | Primera División   | 11  | 0  | 0 | 0 | — | — | —  | — | 11  | 0  |
| 2012/13 (j., w.)   | Liverpool             | Premier League     | 0   | 0  | 0 | 0 | 1 | 0 | 2  | 0 | 3   | 0  |
| 2012/13 (j., w.)   | SD Huesca (wyp.)      | Segunda División   | 19  | 5  | 0 | 0 | — | — | —  | — | 19  | 5  |
| 2013/14            | AD Alcorcón           | Segunda División   | 32  | 5  | 5 | 2 | — | — | —  | — | 37  | 7  |
| 2014/15            | Real Betis            | Segunda División   | 23  | 0  | 0 | 0 | — | — | —  | — | 23  | 0  |
| 2015/16            | Deportivo Alavés      | Segunda División   | 36  | 3  | 0 | 0 | — | — | —  | — | 36  | 3  |
| 2016/17            | Getafe CF             | Segunda División   | 31  | 3  | 0 | 0 | — | — | —  | — | 31  | 3  |
| 2017/18            | Getafe CF             | Primera División   | 10  | 0  | 1 | 0 | — | — | —  | — | 11  | 0  |
| 2018/19            | Málaga CF             | Segunda División   | 22  | 1  | 0 | 0 | — | — | —  | — | 22  | 1  |
| Łącznie w karierze | Łącznie w karierze    | Łącznie w karierze | 195 | 19 | 6 | 2 | 2 | 0 | 10 | 0 | 203 | 21 |